# لیدیا بیوندی
لیدیا بیوندی (ایتالیایی: Lidia Biondi؛ ‏ ۱۶ مارس ۱۹۴۲ – ۱۴ ژوئن ۲۰۱۶) بازیگر اهل ایتالیا بود.
از فیلم‌ها یا برنامه‌های تلویزیونی که وی در آن نقش داشته‌است، می‌توان به جزیره، بخور عبادت کن عشق بورز، نامه‌هایی به ژولیت، معجزه در سنت آنا، راتاتاپلان، آخرین روز مدرسه پیش از کریسمس و کبرا اشاره کرد.